# 迷失凶間
是一部2003年的美國科幻冒險電影，由李察·當納執導，主演是保羅·沃克、法蘭西絲·歐康娜、傑拉德·巴特勒、比利·康諾利、大衛·杜里斯和安娜·佛芮。本片改編自迈克尔·克莱顿的1999年同名小說，描述一班現代人回到中世紀的法國後，被卷入百年戰爭的經歷。

## 演員
| 演員            | 角色                               |
| 保羅·沃克       | Chris Jonhston                     |
| 法蘭西絲·歐康娜 | Kate Ericson                       |
| 傑拉德·巴特勒   | Andre Marek                        |
| 比利·康諾利     | Professor Edward A. Johnston       |
| 大衛·杜里斯     | Robert Doniger                     |
| 安娜·佛芮       | Lady Claire                        |
| 尼爾·麥克唐納   | Frank Gordon                       |
| 麥特·卡文       | Steven Kramer                      |
| 伊森·安柏瑞     | Josh Stern                         |
| 米高·辛         | Lord Oliver de Vannes              |
| 藍柏·威爾森     | Lord Arnaud de Cervole             |
| 馬頓·索柯斯     | Sir William De Kere/William Decker |
| 羅西弗·薩瑟蘭   | François Dontelle                  |
| 派屈克·薩邦圭   | Jimmy Gomez                        |
| 史特夫·卡漢     | Sylvin Boulanger                   |

## 外部連結
- 互联网电影数据库（IMDb）上《迷失凶間》的资料（英文）
- 爛番茄上《迷失凶間》的資料（英文）
- Metacritic上《迷失凶間》的資料（英文）
- AllMovie上《迷失凶間》的资料（英文）
- Box Office Mojo上《迷失凶間》的資料（英文）
- 開眼電影網上《迷失凶間》的資料（繁體中文）
- 豆瓣电影上《迷失凶間》的資料 （简体中文）
- 时光网上《迷失凶間》的資料（简体中文）